# Sorin Bușu
Sorin Marian Bușu (Craiova, 8 luglio 1989) è un calciatore rumeno, difensore del Nanov.

## Carriera
Ha giocato complessivamente 156 partite nella prima divisione rumena.